# Фоленго, Теофило
Теофи́ло Фоле́нго (итал. Teofilo Folengo; 8 ноября 1491 — 9 декабря 1544) — итальянский поэт, наиболее видный представитель так называемой макаронической поэзии.

## Биография
Родился близ Мантуи. Поступил в монастырь бенедиктинского ордена, но вследствие раздоров, возникших в монастыре, бежал из монастыря в 1515 г. вместе с любимой женщиной, Джироламой Дедией, и отправился в Болонью, где изучал натурфилософию у Помпонацци. После нескольких лет бурно проведённой жизни Фоленго возвратился в монастырь, но преследования со стороны Скваргиалупи, на которого он часто нападал в своих сочинениях, заставили его вновь покинуть монастырь (около 1525 г.). Он нашёл убежище у Орсини, сыну которого давал уроки. Несмотря на сочувствие Реформации, Фоленго не порывал окончательно с католицизмом и в 1526 г., по смерти Скваргиалупи, вновь добился возвращения в монастырь; при этом условия приёма в монастырь от него и брата его потребовали, чтобы они жили некоторое время в уединении. Они удалились в Капо ди Минерва. Наконец, в 1534 г. он был окончательно принят в монастырь и в 1537 г. был сделан настоятелем в Santa Maria delle Ciambre (близ Палермо). В 1543 г. Фоленго отправился в монастырь S.-Croce в Кампезе, близ Бассано, где и умер.

## Творчество
Первые поэмы Фоленго — «Moschaea» и «Zanitonella». Все эти произведения написаны макароническим языком.

### «Moschaea»
«Moschaea» — комическая поэма, написанная в подражание приписываемой Гомеру «Батрахомиомахии»; она повествует о войне мух с комарами и представляет собой сатиру на бесчисленные мелкие войны между различными итальянскими государствами, возникавшие большей частью по ничтожным поводам, но приводившие нередко к весьма печальным результатам. Фоленго заимствует для своих описаний черты и приёмы из Ариосто и из классических образцов и самым серьёзным и даже патетическим тоном описывает битвы насекомых.

### «Zanitonella»
«Zanitonella» — сборник эклог и других стихотворений, которым он дал странные названия Sonolegiae и Strambottolegiae (размер заимствован из латинских элегий, а число стихов соответствует числу их в итальянских сонетах и Strambotti). Здесь воспевается в карикатурном виде любовь Тонелло к Занине и пародируются любовные канцоны сентиментально-слащавых подражателей Петрарки. В эклогах вместо воображаемых аркадских пастушков выступают на сцену действительные крестьяне, причём их глупость и грязь изображены хотя и преувеличенно, но в сущности верно.

### «Maccaronea»

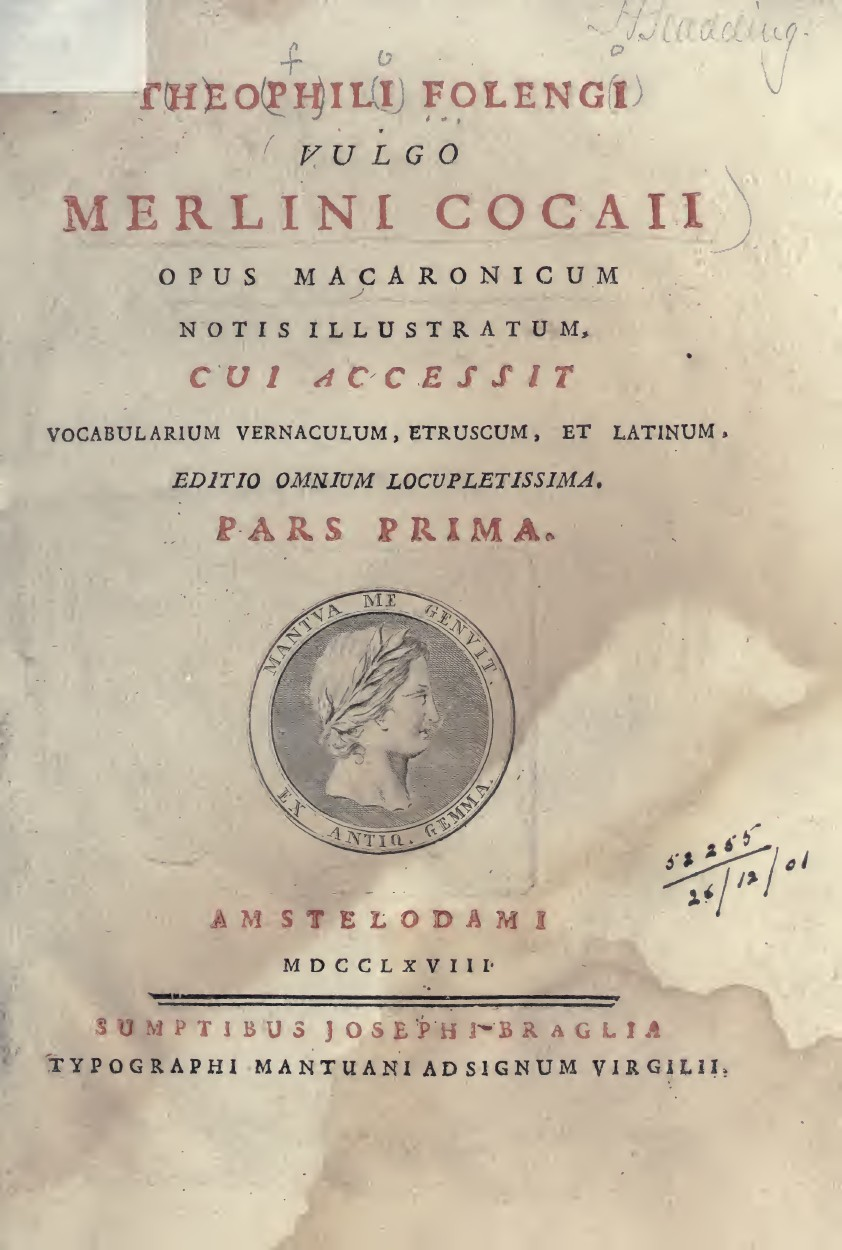
Maccheronee

Третье и главнейшее произведение Фоленго, в котором талант его достигает кульминационной точки развития, — «Maccaronea» — издано было в трёх редакциях. Первая относится к 1517 г., 2-я — к 1521 г.
Герой поэмы Бальд благодаря своей силе и заносчивости держит в страхе всех жителей своей местности. Хитростью удаётся его посадить в тюрьму. Оттуда его освобождают его друзья, вместе с которыми он собирает шайку забияк, отправляется искать приключений, подвергается бурям на море, битвам с пиратами, уничтожает чары, убивает ведьм и чудовищ и достигает даже ада. В аду Бальд и товарищи встречают макаронического пророка, который предсказывает им их судьбу. Затем они приходят к гигантской тыкве, где находятся непризнанные философы, поэты и другие шарлатаны. Здесь Фоленго внезапно прерывает повествование.
В общем, эта поэма представляет, с одной стороны, пародию на рыцарские романы и поэмы, классический эпос, а также на язык гуманистической культуры, и культуру как таковую, с другой — грандиозную сатиру на нравы того времени. Как и в более ранних произведениях, Фоленго применяет здесь возвышенный эпический стиль, представляющий комический контраст с далеко не героическими деяниями героев поэмы. По временам повествование прерывается торжественными обращениями к музам (макароническим) с просьбой вдохновить его и помочь ему в его труде. Сатирический элемент особенно ярко проявляется в описании жизни монахов монастыря Convento della Motella, развратных, грубо-невежественных, прожорливых и лицемерных: «желудок — их Бог, еда — их закон, бутылка — их священное писание». Замечателен воспроизведённый впоследствии у Рабле рассказ старика, державшего гостиницу при входе в Рай и оставившего это место ввиду его невыгодности, так как в Рай приходили одни только нищие, а короли, Папы и герцоги появлялись там очень редко. В последней книге Фоленго, издеваясь над схоластиками, описывает местопребывание Фантазии, где философские и грамматические термины и мысли порхают бездельно подобно мухам, не управляемые ничьей разумной волей. Самые фантастические приключения рассказаны с удивительной точностью и реальностью, имеют правдоподобность истории и обнаруживают в авторе редкое знание человека и природы.
Покаяние, которое, по-видимому, было чисто внешним, не помешало Фоленго издать 3-ю редакцию «Maccaronea», в предисловии к которой он уверял, что сделал это с целью уничтожить наиболее скандальные места. На самом деле сатира приобрела здесь ещё более резкости и смелости.

### «Orlandino» и «Caos del Triperuno»
В 1525 г. он написал сатирическую поэму в октавах, «Orlandino», под псевдонимом Limerno Pitocco. Содержание «Orlandino» заимствовано из начальных книг «Maccaronea», но некоторым эпизодам дано дальнейшее развитие с сатирической целью. Здесь встречаются еретические мысли о ценности веры и дел, о молитвах к святым, об исповеди, о монашестве, об искуплении, о продаже индульгенций. Другая поэма, написанная им около того же времени, — «Caos del Triperuno» (Tri per uno) — странная смесь прозы и стихов итальянских, латинских и макаронических, представляет историю мистических заблуждений и освобождений, в аллегорической форме; заключение её — признание божественной милости единственным источником спасения.

### Благочестивые поэмы
В 1533 г. он издал благочестивую поэму «Umanita del figliuolo» и «Janus», причём в предисловии утверждал, что раскаивается в составлении «Maccaronea». В это время им написана поэма в терцинах «La Palermietana» или «Umanita di Cristo», где он описывает рождение и детство Христа, выставляя себя как бы присутствующим при евангельских событиях, а также духовную rappresentazione (мистерию), названную впоследствии «Atto della Pinta» по месту её первого исполнения в старой церкви S.-Maria della Pinta.

## Значение и влияние
Поэзия Фоленго, с одной стороны, представляет дальнейшее развитие тех начал (то есть иронического отношения к рыцарям и их подвигам), которые встречаем в поэме Луиджи Пульчи «Морганте» (особенно в эпизодах с Маргуттом и Астаротом) и отчасти у Ариосто, с другой — является предшественницей реалистического романа Сервантеса, а также сатиры Рабле. Друг Бальда Чингар является прототипом Панурга; многие эпизоды «Maccaronea» встречаются в несколько изменённом виде у Рабле. Старинный французский анонимный переводчик «Maccaronea» прямо называет Фоленго прототипом Рабле.